# Mercedes-Benz CLA-klass
Mercedes-Benz CLA-Klass är en serie personbilar, tillverkade av den tyska biltillverkaren Mercedes-Benz sedan 2013.
CLA-Klass är en fyrdörrars coupé-modell, baserad på motsvarande Mercedes-Benz A-klass.

## C117 (2013-2019)
Se vidare under huvudartikeln Mercedes-Benz C117.

## C118 (2019-2025)
Se vidare under huvudartikeln Mercedes-Benz C118.

## C178 (2025- )
Se vidare under huvudartikeln Mercedes-Benz C178.

## Bilder

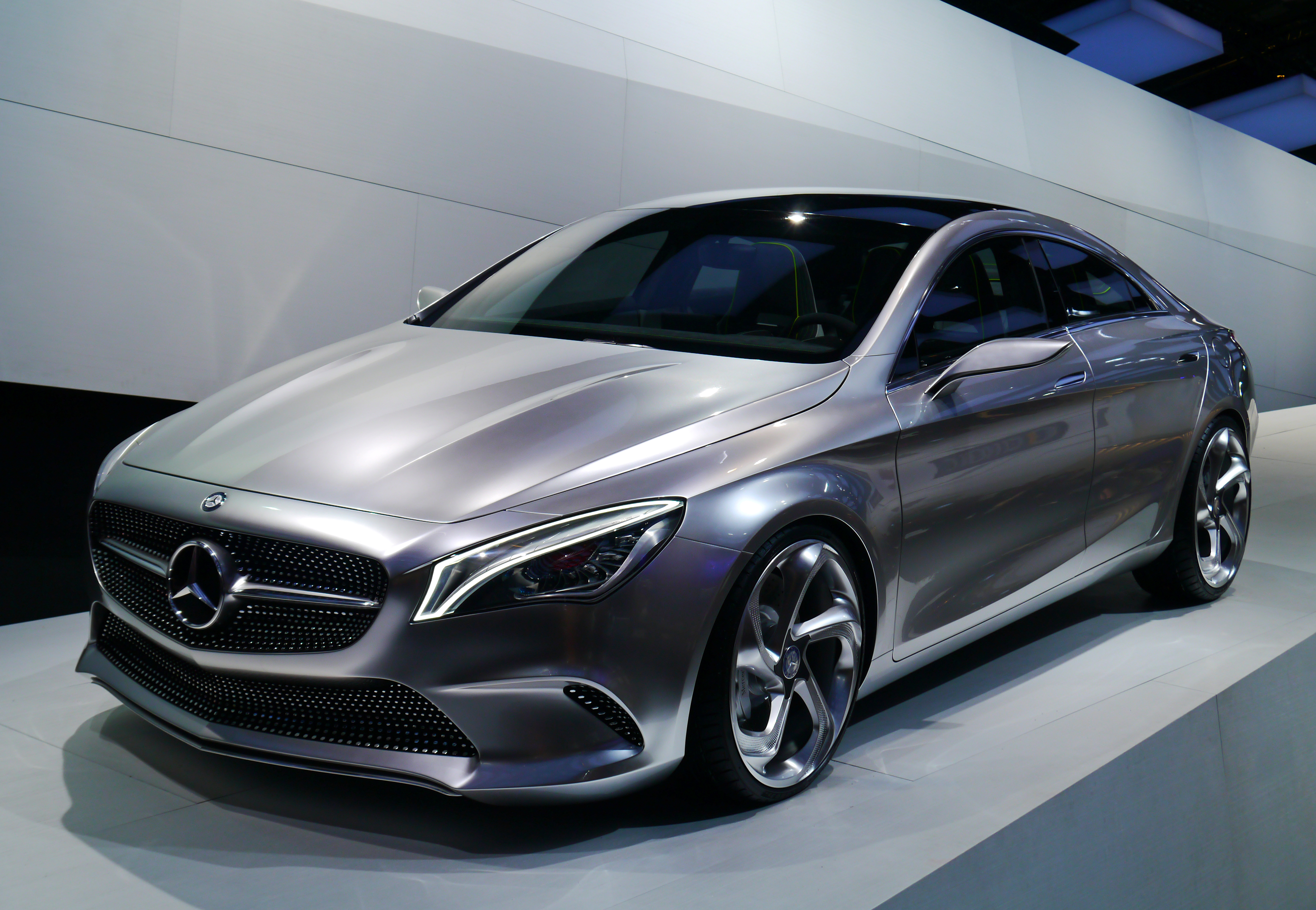
Mercedes-Benz Concept Style Coupé 2012
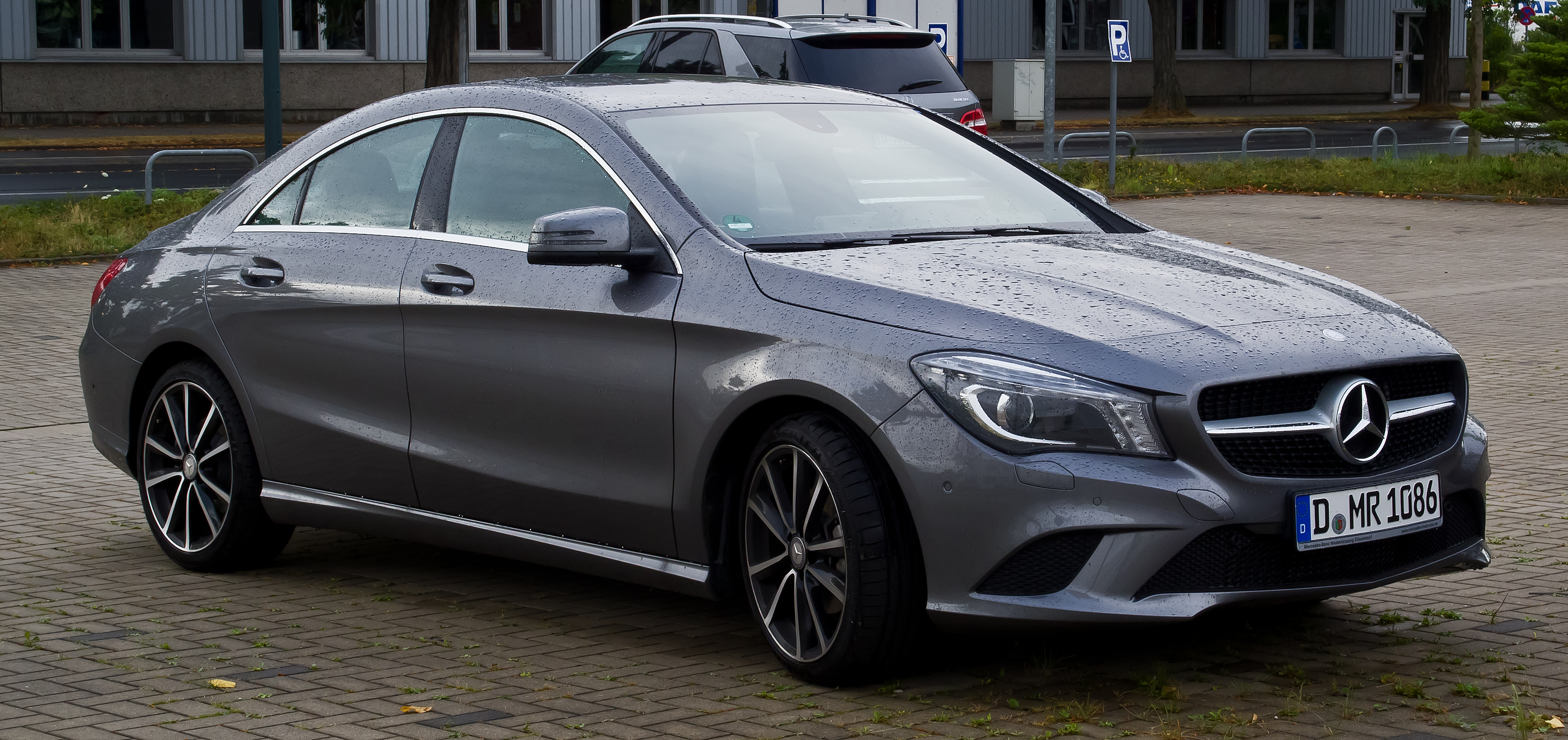
Mercedes-Benz C117
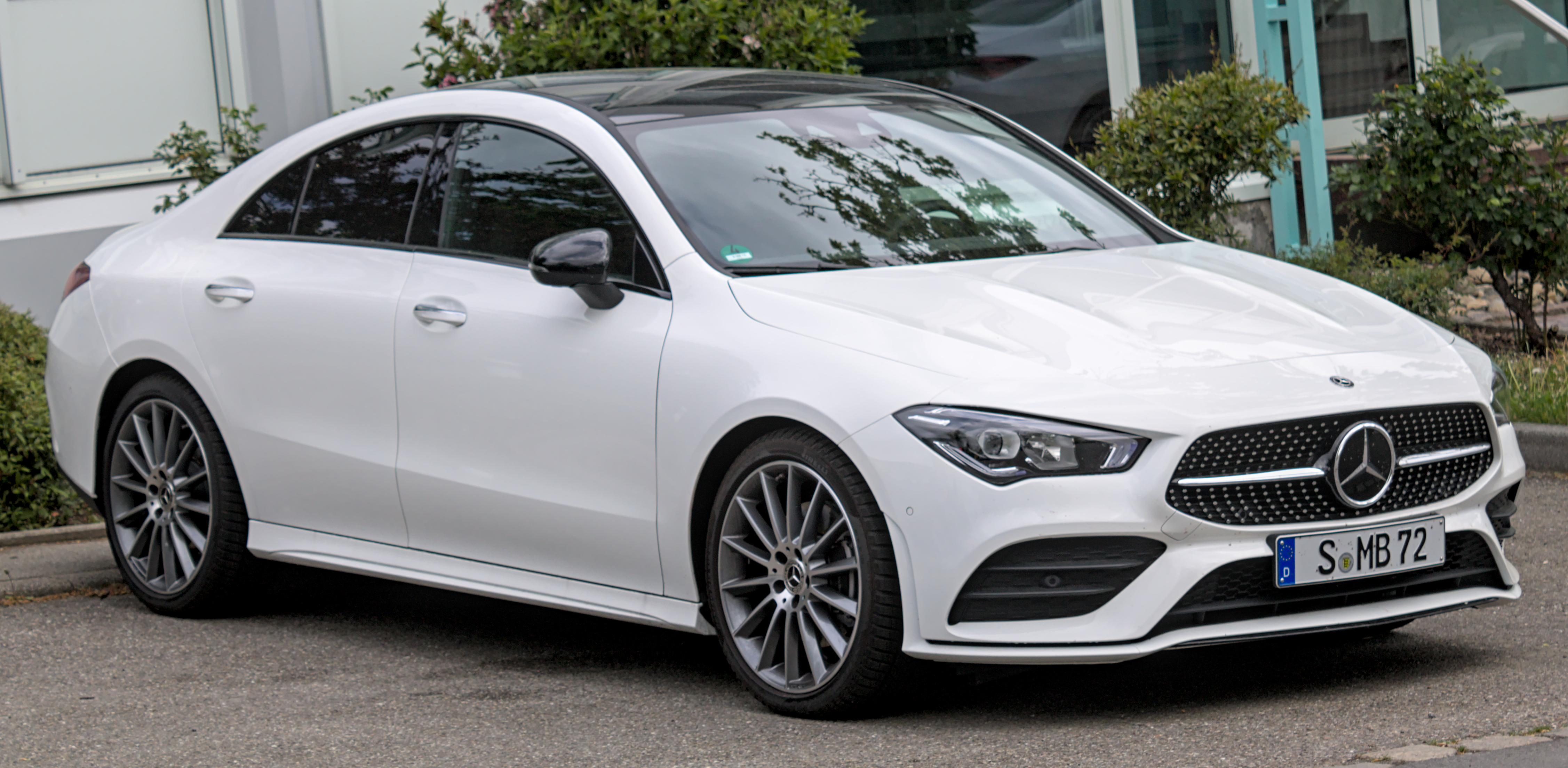
Mercedes-Benz C118